# Nathanael Steenholdt
Johannes Jens Nathanael Steenholdt (* 4. Juni 1874 in Maniitsoq bei Aasiaat; † 2. August 1919 in Innalik) war ein grönländischer Landesrat.

## Leben
Nathanael Steenholdt war der Sohn von Jens Niels Steenholdt (1843–?) und seiner Frau Louise Marie Birthe Olsen (1844–?). Er wurde im nördlichen Maniitsoq im Koloniedistrikt Egedesminde geboren. Später lebte er weiter südlich als Jäger in Qeqertarsuatsiaq. Am 7. Juni 1896 heiratete er in Aasiaat Marie Nikol Sara Steenholdt. Er ist der Großvater der Brüder Alibak (1934–2012), Otto (1936–2016) und Konrad Steenholdt (* 1942).
1916 wurde der als Jäger tätige Nathanael in den nordgrönländischen Landesrat gewählt. Er starb noch während der laufenden Legislaturperiode im Sommer 1919 im Alter von 45 Jahren in Innalik. Seinen Platz nahm daraufhin Jonas Mikisuluk ein.